# Ceratosphys jabaliensis
Ceratosphys jabaliensis es una especie de miriápodo cordeumátido cavernícola de la familia Opisthocheiridae endémica de la España peninsular; se encuentra en la provincia de Jaén.